# Кайшева, Анастасия Николаевна
Анастасия Николаевна Кайшева (12 февраля 1998, Можга, Удмуртия) — российская биатлонистка, призёр чемпионата России. Мастер спорта России.

## Биография
Начинала заниматься биатлоном в Можге у тренера Алексея Федоровича Коротаева. С 16 лет занималась в спортинтернате в Ижевске у тренеров Чурина Виктора Анатольевича, Моисеева Владислава Владимировича. На внутренних соревнованиях представляет Удмуртию.

### Юниорская карьера
Неоднократная победительница и призёр первенств России и всероссийских отборочных соревнований в младших возрастах. В том числе становилась победительницей Спартакиады молодёжи России в Уфе в эстафете, за что получила звание мастера спорта. На всероссийских соревнованиях в 2020 году, также проходивших в Уфе, одержала победу в спринте. Серебряный призёр первенства России 2019 года в сингл-миксте.
Участница трёх юниорских чемпионатов Европы. В 2018 году в Поклюке не смогла подняться выше 18-го места, а в 2019 году в Шушёэне стала бронзовым призёром в гонке преследования, 7-й в спринте и 68-й в индивидуальной гонке. В 2020 году в Хохфильцене стала восьмой в индивидуальной гонке и 9-й в спринте. Также участвовала в юниорском чемпионате мира 2019 года в Осрбли, лучшим результатом стало 31-е место.
Принимала участие в гонках юниорского Кубка IBU в сезонах 2018/19 и 2019/20. Одержала победу на одном этапе — в спринте в декабре 2018 года в Преманоне.

### Взрослая карьера
На чемпионате России в 2020 году стала бронзовым призёром в смешанной эстафете в составе сборной Удмуртии.

## Личная жизнь
Учится в Удмуртском государственном университете на журналиста.
Старшая сестра Ульяна — биатлонистка сборной России.
Муж - чемпион России по биатлону,  призер кубка IBU Ильназ Мухамедзянов.